# DLive
DLive ist ein Blockchain-basiertes Live-Streaming-Videoportal, das 2017 von Charles Wayn und Cole Chen gegründet wurde. Zunächst wurde zur Umsetzung die Steem-Blockchain verwendet, bevor man nach mehrfachen Übernahmen im September 2018 zunächst zum Lino- und später zum TRON-Netzwerk wechselte.
Ende 2019 erfolgte die Übernahme der Plattform durch das Unternehmen Rainberry, Inc., ehemals BitTorrent, Inc.

## Geschichte
Mit dem Start wurde DLive als Plattform beworben, bei der durch den Betreiber keine Abzüge von den Einnahmen der Publisher abgezogen wurden. Inzwischen erfolgt mit dem Verweis auf Transaktionsgebühren bei der Verwendung durch PayPal und andere gebührenpflichtige Zahlungsdienstleister eine Ausschüttung in Höhe von 90,1 %.